# Балабуха, Николай Семёнович
Никола́й Семёнович Бала́буха (29 апреля (11 мая) 1800, Киев — 4 (16) июля 1887) — киевский купец 2-й гильдии, городской голова в 1847—1851 годах.

## Биография
Происходил из известной киевской купеческой династии. Сын купца Семёна Семёновича Балабухи (1771—1853), бывшего бургомистром и основавшего в Киеве торговлю сухим вареньем.
Учился в Киевской духовной академии, однако курса не окончил. Затем продолжил торговое дело своего отца. В 1834 году приобрел усадьбу на Подоле — на углу Александровской и Андреевской улиц (современный адрес — улица Петра  Сагайдачного, 27-а), где устроил цех по производству варенья и магазин, выходивший на Александровскую улицу.
Принимал участие в киевском городском самоуправлении. Избирался торговым смотрителем и бургомистром Киевского магистрата. В 1835 году был избран гласным вновь учрежденной городской думы. В 1837—1838 годах замещал исполнявшего должность городского головы П. П. Елисеева во время его отъездов по торговым делам. 27 октября 1844 года был избран городским головой, однако уступил эту должность И. И. Ходунову. 10 декабря 1847 года, после отказа Ходунова, был избран городским городским головой, в каковой должности пробыл до 1851 года.
В 1870 году входил в киевский комитет по устройству Всероссийской мануфактурной выставки в Санкт-Петербурге, на которой был удостоен бронзовой медали «за весьма хорошее сухое и жидкое варенье, при довольно большом производстве». Продолжателем семейного дела стал его старший сын Аркадий, который расширил производство варенья и сумел открыть магазин на Крещатике.
Скончался в 1887 году в Киеве. Был похоронен на Щекавицком кладбище.
22 января 1904 года Киевская городская дума постановила повесить в зале заседаний думы портрет Семёна Семёновича Балабухи, находившийся в канцелярии городской управы, и портрет Николая Семёновича Балабухи, составлявший фамильную собственность его наследников.
Жена - Мария Федоровна (урожд. Рябчикова) (1808-1886). В семье было 11 детей. Племянник - революционер-народник Сергей Павлович Балабуха.
Брат - Константин Семенович Балабуха (1806-1882), полковник, Георгиевский кавалер (№ 8946; 1 февраля 1852).